# フアン・ルイス・モラ
フアン・ルイス・モラ・パラシオス（Juan Luis Mora Palacios、1973年7月12日 - ）は、スペイン、マドリード州アランフエス出身の元サッカー選手、サッカー指導者。
1996年に開かれたUEFA U-21欧州選手権にU-21スペイン代表として参加した。また、同年に開かれたアトランタ・オリンピックの代表にも選ばれている。
2005-06シーズンより、サンティアゴ・カニサレスのバックアッパーを探していたバレンシアへ移籍した。しかしながら、3年の在籍でリーグ戦出場はわずか3試合に留まった。2008年にレバンテUDへ復帰。

## 所属クラブ
- レアル・オビエド 1993-1999
- RCDエスパニョール 1999-2002
- ヘレスCD 2002-2003
- レバンテUD 2003-2005
- バレンシアCF 2005-2008
- レバンテUD 2008-2010